# Калинове (Попасна)
Кали́нове — міський район міста Попасна. Село, інша назва якого була Попасне дало назву місту[джерело?].
З півночі й заходу обминається залізницею. На заході розташована залізнична пасажирська зупинка Калиново-Попасна.

## Історія
На 1859 рік панське село Калинове (інші назви Надеждине, Попасне), положеного над ставом, 30 господ, 171 особа, завод.

## Опис
На півночі Н32.